# 聲孟子
聲孟子（？—？），齐顷公的夫人，齐灵公的母亲。

## 生平
前575年，叔孙侨如与声孟子私通，声孟子使叔孙侨如位于齐国的国氏和高氏之间，叔孙侨如认为不能再犯罪了，就逃到卫国，地位也在各卿之间。
前574年，齊國大夫慶克穿着婦人的衣服坐着輦車進入宮中，和聲孟子私通，而被鮑牽看見，告訴了國佐。國佐責備了慶克。慶克在家中久不出，把國佐責備了他的事情告訴聲孟子。齊靈公會盟後回國，聲孟子說留守臨淄的高無咎、鮑牽不接納歸國的國君，要另立公子角。齊靈公遂砍掉鮑牽的雙腳、驅逐高無咎，高無咎出走莒。高無咎子高弱在盧城造反，齊靈公派慶克、崔杼去平叛，國佐從鄭國回來，到盧城前線，殺死慶克，高弱隨後投降。
齐灵公与国佐结盟，恢复其地位，声孟子又进谗使其被杀。齐灵公死后，高、鲍二氏杀死声孟子。